# Categorie van ringen
In de ringtheorie en de categorietheorie, deelgebieden van de wiskunde, is de categorie van ringen, aangeduid door Ring, de categorie waarvan de objecten ringen (met identiteit) zijn en waarvan de morfismen, ringhomomorfismen zijn, die de identiteit bewaren. Zoals vele categorieën in de wiskunde, is de categorie van ringen "groot" omdat de klasse van alle ringen een echte klasse is.

## Als een concrete categorie
De categorie Ring is een concrete categorie, wat betekent dat de objecten verzamelingen met extra structuur (optellen en vermenigvuldigen) zijn en dat de morfismen functies zijn die de wiskundige structuur bewaren. Er is een natuurlijke vergeetachtige functor
U : Ring → Set
van de categorie van ringen naar de categorie van verzamelingen die elke ring op de onderliggende verzameling afbeeldt (en dus de operaties van optellen en vermenigvuldigen "vergeet"). Deze functor heeft een linkeradjunct
F: Set →  Ring
die aan elke verzameling X de vrije ring, gegenereerd door X, toewijst.